# Lager Batković
Koordinaten: 44° 51′ 13″ N, 19° 11′ 47″ O
Das Lager Batković  war ein während des Bosnienkrieges betriebenes Internierungslager in Batković. Es diente zwischen 1. April 1992 und Ende Januar 1996 den Vojska Republike Srpske dazu vor allem Bosniaken und Kroaten zu internieren.
Es wurde auch dazu genutzt, die Gebiete unter bosnisch-serbischer Kontrolle ethnisch zu säubern. Die Häftlinge wurden in zwei großen Scheunen festgehalten und gefoltert. Ihnen wurde nicht ausreichend Nahrung und Wasser zur Verfügung gestellt. Sie mussten Zwangsarbeiten verrichten, in dem sie zum Beispiel gezwungen wurden, Gräben zu graben, Munition an die Front zu bringen, auf Feldern und in Fabriken zu arbeiten und die Toten zu begraben.
Die Gefangenen wurden regelmäßig geschlagen, es kam zu sexuellen Übergriffen und die Gefangenen wurden gezwungen, sich gegenseitig zu schlagen. Die Gefangenen litten unter psychischer und physischer Folter.
Obwohl angenommen wird, dass das Lager zwischen dem 1. April und Juni 1992 errichtet wurde, wurde seine Existenz erst im August 1992 von der ausländischen Presse bestätigt.
Die Human-Rights-Watch-Gruppe Helsinki Watch besuchte das Lager im August 1992 zweimal und durfte die Gefangenen zu Details befragen, von denen die meisten aber zu ängstlich waren, um Informationen über das Geschehen auszutauschen.

## Folgen
In der Anklage gegen den ehemaligen bosnisch-serbischen General Ratko Mladić behaupteten Staatsanwälte des Internationalen Strafgerichtshofs für das ehemalige Jugoslawien (ICTY), dass während des Operationszeitraumes des Lagers mindestens 6 Gefangene ermordet, viele andere vergewaltigt wurden oder anders physisch und psychisch missbraucht wurden.
Am 2. März 2012 begann der Prozess gegen vier ehemalige serbische Lagerwächter (Đoko Pajić, Petar Dmitrović, Đorđe Krstić, Ljubomir Mišić) vor einem Gericht in Bijeljina. Den vier Wächtern wurde vorgeworfen, bosniakische Gefangene missbraucht und geschlagen zu haben. Dmitrović wurde von Zeugen als Lagerkommandant identifiziert, Pajić als sein Nachfolger, Krstić als Pajićs Nachfolger und Mišić als Wachkommandant. Der Prozess begann zwei Jahre später.
Ein weiterer Serbe, Gligor Begović, wurde am 28. April 2014 in Rogatica wegen Kriegsverbrechen festgenommen. Sein Prozess begann am 26. November 2014. Begović. Er wurde wegen Verbrechen gegen Bosniaken im Lager Batković im Jahr 1992 angeklagt. Begović wurde weiterhin beschuldigt, zusammen mit anderen Wachen an Folterungen teilgenommen zu haben, bei denen mehrere Häftlinge ums Leben kamen. Er wurde am 9. Dezember 2015 zu 13 Jahren Freiheitsstrafe verurteilt.